# Louis Henry (démographe)
Pour les articles homonymes, voir Louis Henry et Henry.
Louis Henry, né le 19 février 1911 à Saint-Girons (Ariège) et mort le 30 décembre 1991 à Brunoy, est un démographe et historien français. Il est considéré par Alfred Sauvy comme « le créateur de la démographie historique » malgré les contestations de Pierre Goubert.

## Biographie
Diplômé de l’École polytechnique en 1933 (promotion X 1931), Louis Henry devient officier d’artillerie. En 1946, il est recruté à l’Institut national d’études démographiques (INED) par son premier directeur, Alfred Sauvy. Il y sera « formé à la statistique et à la démographie par Paul Vincent ».
Secrétaire général de l’Union internationale pour l’étude scientifique de la population (UIESP) de 1957 à 1961, il a enseigné à l’Institut de démographie de l’université de Paris (IDUP) ainsi qu’à l’École des hautes études en sciences sociales (EHESS).
Longtemps, il tiendra dans la revue Population diverses chroniques dont celle portant « sur la situation démographique de la France ».
Outre de nombreux ouvrages et articles, on doit à Louis Henry les concepts de fécondité naturelle et de probabilité d’agrandissement des familles, la technique de reconstitution des familles ainsi que la démographie historique. Cette spécialité, à la jonction de la démographie et de l’histoire, tirant profit des registres paroissiaux, permettra « d’écrire de pleines pages d’histoire […] de l’ensemble de la population » plutôt que de se limiter à la biographie des personnes célèbres.
En 1956, il coécrit Des registres paroissiaux à l'histoire de la population. Manuel de dépouillement et d'exploitation de l'état civil ancien avec Michel Fleury. Henry proposa de reconstituer la population française de 1670 à 1829 à partir de l'étude des registres paroissiaux de Crulai (Normandie). Ce manuel a été dans les 20 ans qui ont suivi, «réédité, traduit et employé dans 22 pays, [soit] la presque totalité de ceux qui ont le matériel nécessaire».
Dans les années 1980, Jean-Noël Biraben prolonge ces études de démographie historique, puis une nouvelle série de dépouillements est entreprise en 2022.

## Hommages
Alfred Sauvy a rendu hommage à l'homme en ces termes : 

« On pourrait penser qu'un homme si intransigeant sur la méthode scientifique serait tranchant vis-à-vis d'autres personnes, ses collaborateurs, ou d'autres. S'agit-il d'un homme rigide, inflexible sur des bases d'acier? Une surprise supplémentaire : nous trouvons en lui des réserves abondantes d'indulgence, de compréhension, de communication. »

— Alfred Sauvy (1977)
Gérard Calot, directeur de l’INED, dira de Louis Henry peu après son décès, qu’il « a dominé toute la science démographique de son immense stature durant plusieurs décennies, […] ne recourant qu’avec une admirable retenue à l’outil mathématique. » Il ajoute : 

« Homme d’une grande rigueur, pouvant aller jusqu’à l’intransigeance, mais d’une totale franchise et d’une scrupuleuse honnêteté, chaleureux, enthousiaste, généreux, il fut un maître qui forçait l’admiration et l’affection de ses nombreux disciples. »

— Gérard Calot (1992)

## Honneurs
- 1972 : Doctorat honoris causa de l’Université catholique de Louvain
- 1976 : Doctorat honoris causa de Cambridge University
- 1977 : Irene-B.-Taeuber Prize de la Population Association of America (PAA)
- 1991 : Premier lauréat du Prix de l’UIESP[7]

## Publications
- Fécondité des mariages. Nouvelle méthode de mesure, Institut national d'études démographiques, 1953
- Anciennes familles genevoises. Étude démographique XVIe - XXe siècle., Institut national d'études démographiques, 1956
- Des registres paroissiaux à l'histoire de la population. Manuel de dépouillement et d'exploitation de l'état civil ancien, Institut national d'études démographiques, 1956 (avec Michel Fleury)
- Facteurs sociaux et culturels de la mortalité infantile. Une enquête sur le comportement des familles dans le Nord et le Pas-de-Calais., Institut national d'études démographiques, 1960 (avec Alain Girard)
- Leçons d'analyse démographique, Institut de démographie de l'université de Paris, 1960
- Perspectives démographiques, Institut national d'études démographiques, 1964
- Nouveau manuel de dépouillement et d'exploitation de l'état civil ancien, Institut national d'études démographiques, 1965 (avec Michel Fleury)
- Manuel de démographie historique, Droz, 1967
- Démographie : analyse et modèles, Larousse, 1972
- Noms et prénoms. Aperçu historique sur la dénomination des personnes en divers pays, Ordina (sous la direction de Louis Henry)
- Techniques d'analyse en démographie historique, Éditions de l'INED, 1980
- Dictionnaire démographique multilingue. Volume français, Ordina, 1981

### Études sur Louis Henry
- Paul-André Rosental, « Treize ans de réflexion : de l'histoire des populations à la démographie historique (France, 1945-1958) », Population, Volume 51 –1996/6.
- Paul-André Rosental, « La nouveauté d'un genre ancien : Louis Henry et la fondation de la démographie historique », Population, Volume 58 –2003/1.
- Henri Leridon (organisateur), « La mesure des phénomènes démographiques. Hommage à Louis Henry », Population, numéro spécial, septembre 1977, 500 pages.